# Bleida
Bleida (franska: Bleida (CR), Bleida (Commune Rurale), arabiska: تازارين) är en kommun i Marocko.   Den ligger i provinsen Zagora och regionen Drâa-Tafilalet, i den centrala delen av landet, 400 km söder om huvudstaden Rabat. Antalet invånare är 4 620.